# Municipio El Choro
Das Municipio El Choro ist ein Verwaltungsbezirk im Departamento Oruro im Hochland des südamerikanischen Anden-Staates Bolivien.

## Lage im Nahraum
Das Municipio El Choro ist eines von drei Municipios in der Provinz Cercado. Es grenzt im Norden an das Municipio Caracollo, im Westen an die Provinz Saucarí, im Südosten an die Provinz Poopó, im Osten an die Provinz Pantaleón Dalence und im Nordosten an das Municipio Oruro.
Der zentrale Ort des Municipios ist die Ortschaft El Choro mit 185 Einwohnern (Volkszählung 2012) im südlichen Teil des Municipios. Das Municipio wies bei der letzten Volkszählung 114 Ortschaften auf, die größte Ortschaft ist Regantes Crucero Belén mit 451 Einwohnern.

## Geographie
Das Municipio El Choro liegt am östlichen Rand des bolivianischen Altiplano vor der Cordillera Azanaques, die ein Teil der Gebirgskette der Cordillera Central ist. Das Klima ist ein typisches Tageszeitenklima, bei dem die Temperaturschwankungen im Tagesverlauf stärker ausfallen als im Jahresverlauf.
Die mittlere Durchschnittstemperatur der Region liegt bei etwa 8 °C (siehe Klimadiagramm Poopó) und schwankt zwischen 3 °C im Juni und Juli und 11 °C von November bis März. Der Jahresniederschlag beträgt etwa 350 mm, bei einer ausgeprägten Trockenzeit von April bis Oktober mit Monatsniederschlägen unter 10 mm und nennenswerten Niederschlägen nur von Dezember bis März mit 50 bis 90 mm Monatsniederschlag.

## Bevölkerung
Die Einwohnerzahl ist zwischen 1992 und 2024 auf mehr als das Dreieinhalbfache angewachsen:
| Jahr | Einwohner | Quelle       |
| ---- | --------- | ------------ |
| 1992 | 2.881     | Volkszählung |
| 2001 | 5.710     | Volkszählung |
| 2012 | 8.723     | Volkszählung |
| 2024 | 10.393    | Volkszählung |

Die Bevölkerungsdichte des Municipios bei der letzten Volkszählung von 2024 betrug 10,6 Einwohner/km², der Anteil der städtischen Bevölkerung 0 Prozent, die Lebenserwartung der Neugeborenen im Jahr 2001 lag bei 60,3 Jahren.
Der Alphabetisierungsgrad bei den über 19-Jährigen beträgt 80 Prozent, und zwar 95 Prozent bei Männern und 67 Prozent bei Frauen (2001).

## Politik
Ergebnis der Regionalwahlen (concejales del municipio) vom 4. April 2010:
| Wahl- berechtigte |  | Wahl- beteiligung | gültige Stimmen |  | MAS-IPSP | MSM    | UCS    | U.N.O. | FPV   |
| ----------------- |  | ----------------- | --------------- |  | -------- | ------ | ------ | ------ | ----- |
| 2.052             |  | 1.863             | 1.347           |  | 666      | 223    | 217    | 163    | 78    |
|                   |  | 90,8 %            | 72,3 %          |  | 49,4 %   | 16,6 % | 16,1 % | 12,1 % | 5,8 % |

Ergebnis der Regionalwahlen (elecciones de autoridades políticas) vom 7. März 2021:
| Wahl- berechtigte |  | Wahl- beteiligung | gültige Stimmen |  | MAS-IPSP | BST     | UN SOL PARA ORURO | PAN-BOL | PP     | C-A    |
| ----------------- |  | ----------------- | --------------- |  | -------- | ------- | ----------------- | ------- | ------ | ------ |
| 2.077             |  | 1.846             | 1.480           |  | 837      | 259     | 182               | 58      | 41     | 41     |
|                   |  | 88,88 %           | 80,17 %         |  | 56,55 %  | 17,50 % | 12,30 %           | 3,92 %  | 2,77 % | 2,77 % |

## Gliederung
Das Municipio untergliederte sich bei der letzten Volkszählung von 2012 in die folgenden vier Kantone (cantones):
- 04-0103-01 Kanton El Choro – 66 Ortschaften – 5.211 Einwohner
- 04-0103-02 Kanton Crucero Belén – 6 Ortschaften – 1.059 Einwohner
- 04-0103-03 Kanton Challacollo – 39 Ortschaften – 2.340 Einwohner
- 04-0103-04 Kanton San Felipe de Chaitavi – 3 Ortschaften – 113 Einwohner

## Ortschaften im Municipio El Choro
- Kanton El Choro
  - Regantes Cruzero Belén 451 Einw. – El Choro 185 Einw. – Rancho Grande 161 Einw.

- Kanton Crucero Belén
  - Crucero Belén 74 Einw.

- Kanton Challacollo
  - Challacollo 108 Einw.

- Kanton San Felipe de Chaitavi
  - San Felipe de Chaytavi 29 Einw.